# Snět
Snět település Csehországban, a Benešovi járásban. Snět Horní Paseka, Dolní Kralovice, Šetějovice, Blažejovice, Ježov és Píšť településekkel határos. Lakosainak száma 96 fő (2024. január 1.).

## Népesség
A település lakosságának változását az alábbi diagram mutatja:
| Lakosok száma | 312  | 410  | 356  | 271  | 158  | 98   | 102  | 112  | 101  | 96   |
|               | 1869 | 1900 | 1921 | 1961 | 1980 | 2011 | 2016 | 2019 | 2021 | 2024 |